# Paul Abraham
Paul Abraham (Apatin, 2 novembre 1892 – Amburgo, 6 maggio 1960) è stato un compositore ungherese di operette.

## Biografia
Dal 1910 al 1916, Abraham frequentò l'Accademia Musicale Franz Liszt di Budapest studiando violoncello con Adolf Schiffer e composizione con Viktor Herzfeld. 
Come molti altri compositori di operette, egli iniziò con opere di natura seria. Nel corso del decennio successivo ai suoi studi ha scritto, tra le altre cose, musica sacra, quartetti d'archi ed un concerto per violoncello. Nominato nel 1927 direttore d'orchestra presso il Teatro dell'Operetta di Budapest, trovò la sua strada attraverso questa forma d'arte che, più popolare, si adattava meglio al suo talento. 
La sua prima operetta, Der Gatte des Fräuleins, la scrisse nel 1928. Con la sua terza, Viktoria und ihr Husar, raggiunse un successo notevole. Con questo lavoro e con le successive due operette del 1931 e del 1933, Die Blume von Hawaii (Il Fiore delle Hawaii) e Ball im Savoy (Ballo al Savoy), diventò rinomato in tutto il mondo. Nel corso della sua carriera scrisse anche per il cinema numerose colonne sonore. 
Gli eventi del 1933 costrinsero l'artista (di indubbia matrice ebraica) ad abbandonare il proprio domicilio a Berlino e a lasciare la Germania. Attraverso Vienna e Parigi, si trasferì a Cuba, dove visse una vita modesta lavorando come pianista. In seguito, emigrò a New York. 
Il 10 aprile 1944, Vittoria e il suo ussaro andò in scena al Teatro Reinach di Parma per la Compagnia di operette Lombardiana "rivisitata" da Carlo Lombardo come operetta attribuita ad Haios, dato che il nome ebraico dell'autore avrebbe creato dei problemi con la gendarmeria di occupazione.
A causa di problemi mentali, Abraham venne ricoverato nel febbraio del 1946. 
Nel 1952 il Teatro Verdi di Trieste produsse Vittoria e il suo ussaro che andò in scena al Castello di San Giusto.

### Ultimi anni e morte
Nel maggio 1956, il compositore tornò a vivere in Germania, ad Amburgo, dove morì quattro anni più tardi, il 6 maggio 1960, all'età di 67 anni.

## Operette
- Zenebona (insieme ad altri compositori) Operette in 3 atti, 2 marzo, 1928, Budapest. Libretto: Lakatos László/Bródy István
- Az utolsó Verebély Lány (nota anche come Az Elso Verebély Lány o Der Gatte des Fräuleins) 13 ottobre 1928. Libretto: Harmath Imre-Drégely Gábor
- Szeretem un felségem (Es Geschehen noch Wunder) Magyar Színház 15 Giu 1929, Libretto: Birabeau André-Georges Dolley (dopo: Stella Adorján)
- Viktoria und ihr Husar (Vittoria e il suo ussaro), Operetta, tre atti e prologo. 21 febbraio 1930 Budapest, Operettentheater. Libretto: Földes, Imre/Harmath, Imre, (in tedesco: Alfred Grünwald e Fritz Löhner-Beda)
- Die Blume von Hawaii (Il Fiore delle Hawaii), Operetta in 3 atti, 24 luglio 1931 di Lipsia, Opera di Lipsia. Libretto: Alfred Grünwald e Fritz Löhner-Beda, dopo Imre Földes
- Ball im Savoy (Ballo al Savoy), Operetta tre atti e prologo. 23 dicembre 1932 a Berlino, Komische Oper Berlin. Libretto: Alfred Grünwald e Fritz Löhner-Beda. Inglese: Ballo at The Savoy, 8 settembre 1933 a Londra, Drury Lane (teatro)
- Märchen im Grand-Hotel, Lustspieloperette 3 atti 29 marzo 1934 Vienna, Theater an der Wien. Libretto: Alfred Grünwald e Fritz Löhner-Beda
- Viki 26 gennaio 1935 Magyar Színház, Libretto: Harmath Imre-Adorján Bónyi
- Történnek Meg csodák 20 aprile 1935 Magyar Színház, Libretto: Halász Imre-Békeffi István
- Dschainah, das Mädchen aus dem Tanzhaus, Operetta in 3 Atti. 21 dicembre 1935 a Vienna, Theater an der Wien. Libretto: Alfred Grünwald e Fritz Löhner-Beda diretta da Anton Paulik con Rosy Barsony
- 3:1 a szerelem javára 18 dicembre 1936 Király Színház, Libretto: Harmath Imre-Keller Dezső-Szilágyi László
- Und ihr Roxy Wunderteam Musikalischer Fußballschwank, 25 marzo, 1937 Vienna, Theater an der Wien, Libretto: Hans Weigel e Alfred Grünwald
- Julia Operetta in 2 parti e Nachspiel, 23 dicembre 1937 Városi Színház Budapest, Libretto: Harmath Imre-Földes Imre
- A Fehér Hattyu (The White Swan), 1938
- Zwei Herzen Glückliche Libretto: Robert Gilbert e Armin L. Robinson.
- Tambourin Musical in due parti (mai eseguita) Libretto: Alfred Grünwald

## Filmografia
- Die singende Stadt, regia di Carmine Gallone (1930)
- La città canora (City of Song), regia di Carmine Gallone (1931)
- Sunshine Susie, regia di Victor Saville (1931)
- Die Privatsekretärin, regia di Wilhelm Thiele e Goffredo Alessandrini (1931)
- Nell'azzurro del cielo (Das Blaue vom Himmel), regia di Victor Janson (1932)
- Due cuori felici, regia di Baldassarre Negroni (1932) (direzione musicale di Luigi Colacicchi)
- Il diario di una donna amata, regia di Hermann Koesterlitz (= Henry Koster) (1936)